# Беседа 1918—2024
«Беседа 1918—2024» (дат. Samtalen 1918-2024) — картина датской художницы Мие Мёркеберг (Mie Mørkeberg; род. 1980). Находится в переговорной комнате фолькетинга (парламента Дании). Представляет собой групповой портрет 30 женщин-политиков Дании за период с получения избирательных прав женщинами по конституционной реформе 1915 года по 2024 год.

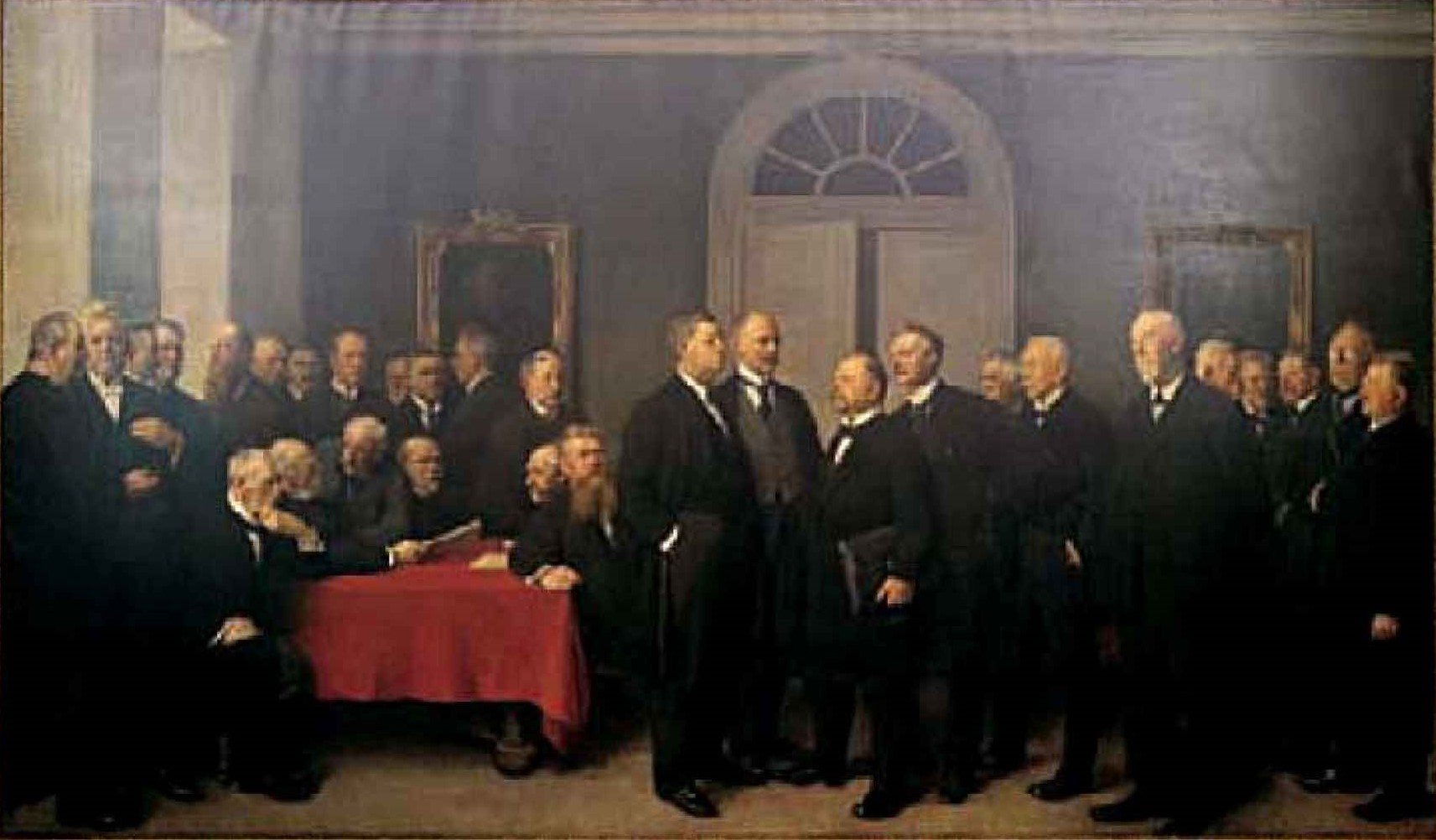
Ведель, Херман. Переговоры о конституции 5 июня 1915 года. 1918. Фолькетинг

Картина создана для украшения одной из самых посещаемых комнат фолькетинга — переговорной комнаты (Samtaleværelset) как противовес знаменитой картине Хермана Веделя (Herman Vedel; 1875—1948) размером почти 4 × 6 метров — групповому портрету 30 мужчин, готовивших поправку к конституции в 1915 году. Председатель фолькетинга Хенрик Дам Кристенсен от социал-демократов заявил:
Мы подумали, что пришло время почтить память некоторых талантливых женщин, которые формировали датскую политику за последние 100 лет. Новой картиной мы улучшаем гендерный баланс в оформлении переговорной комнаты, где доминируют мужчины. Картина останется для потомков как свидетельство о женщинах, которые имели особое значение для работы фолькетинга.
Был объявлен конкурс, в ходе которого пяти художникам было предложено представить эскизы для портрета. В конкурсе участвовали Мие Мёркеберг, Петер Мартенсен (Peter Martensen; род. 1953), Аннерс Мосехольм (Anders Moseholm; род. 1959), Матильде Фенгер (Mathilde Fenger; род. 1977) и Мария Ваннель (Maria Wandel; род. 1977). Консультативный художественный комитет фолькетинга выбрал Мие Мёркеберг:
По оценке комитета, живой и эстетически интересный эскизный проект Мие Мёркеберг может наилучшим образом реализовать амбиции по украшению переговорной комнаты современным групповым портретом.
Фолькетинг в сентябре 2022 года поручил Мие Мёркеберг нарисовать картину.
30 женщин для портрета отобраны независимой исторической группой под руководством бывшего главного редактора журнала Politiken Бо Лидегора (Bo Lidegaard; род. 1958).
Церемония открытия картины состоялась 12 ноября 2024 года с участием художницы и некоторых из женщин, изображённых на картине.

## Список изображённых женщин
На картине изображены 30 женщин:
- Нина Банг (1866—1928)
- Эльна Мунк (1871—1945)
- Хельга Ларсен (1884—1947)
- Матильда Хаушульц (1885—1929)
- Ингеборг Хансен (1886—1954)
- Бодиль Кох (1903—1972)
- Лис Гроэс (1910—1974)
- Хельга Педерсен (1911—1980)
- Наталие Линн (1918—1999)
- Ева Гредаль (1927—1995)
- Эбба Странге (1929—2012)
- Ханне Рейнтофт (1934—2025)
- Дорте Беннесен (1938—2016)
- Лоне Дюбкьер (1940—2020)
- Марита Петерсен (1940—2001)
- Бирте Вайсс (род. 1941)
- Ритт Бьеррегор (1941—2023)
- Марианн Фишер Боэль (род. 1943)
- Марианне Ельвед[англ.] (род. 1943)
- Рут Хайльман (род. 1945)
- Пиа Кьерсгор (род. 1947)
- Мими Якобсен (род. 1948)
- Конни Хедегор (род. 1960)
- Лене Эсперсен (род. 1965)
- Хелле Торнинг-Шмитт (род. 1966)
- Маргрете Вестагер (род. 1968)
- Пиа Ольсен Дюр (род. 1971)
- Озлем Чекич (род. 1976)
- Метте Фредериксен (род. 1977)
- Йоханне Шмидт-Нильсен (род. 1984)